# Södra Åby
Södra Åby är kyrkbyn i Södra Åby socken och en småort på Söderslätt i Trelleborgs kommun. Byn har till stor del sett likadan ut i flera hundra år. Flera stora bondgårdar ligger runt den fyrkant som bildas av vägnätet. Innanför ligger välbehållna gatuhus från 1800-talet och i något fall från 1700-talet. 1879 upptäckte under en dikning i västra delen av byn på lantbrukare Henrik Olssons mark, arbetare ett murat rum 3x4,5 m. i fyrkant med en huggen trappa i sten som ledde neråt. I rummet hittades flera människoben, olika varierade redskap, två kulor med inristningar m. m. En fornåldersgrav var troligt.
När järnvägen kom, lockades folk att bosätta sig i den norra delen av byn där man finner sekelskiftesbebyggelse. Stubbamöllan står kvar på samma plats som på 1600-talet och på en av vindflöjlarna kan man läsa årtalet 1682. Möllan fick nya vingar och återinvigdes 10 juni 2006.
Södra Åby kyrka är byggd 1879 i moderniserad romansk stil.